# كونكوردات عام 1801

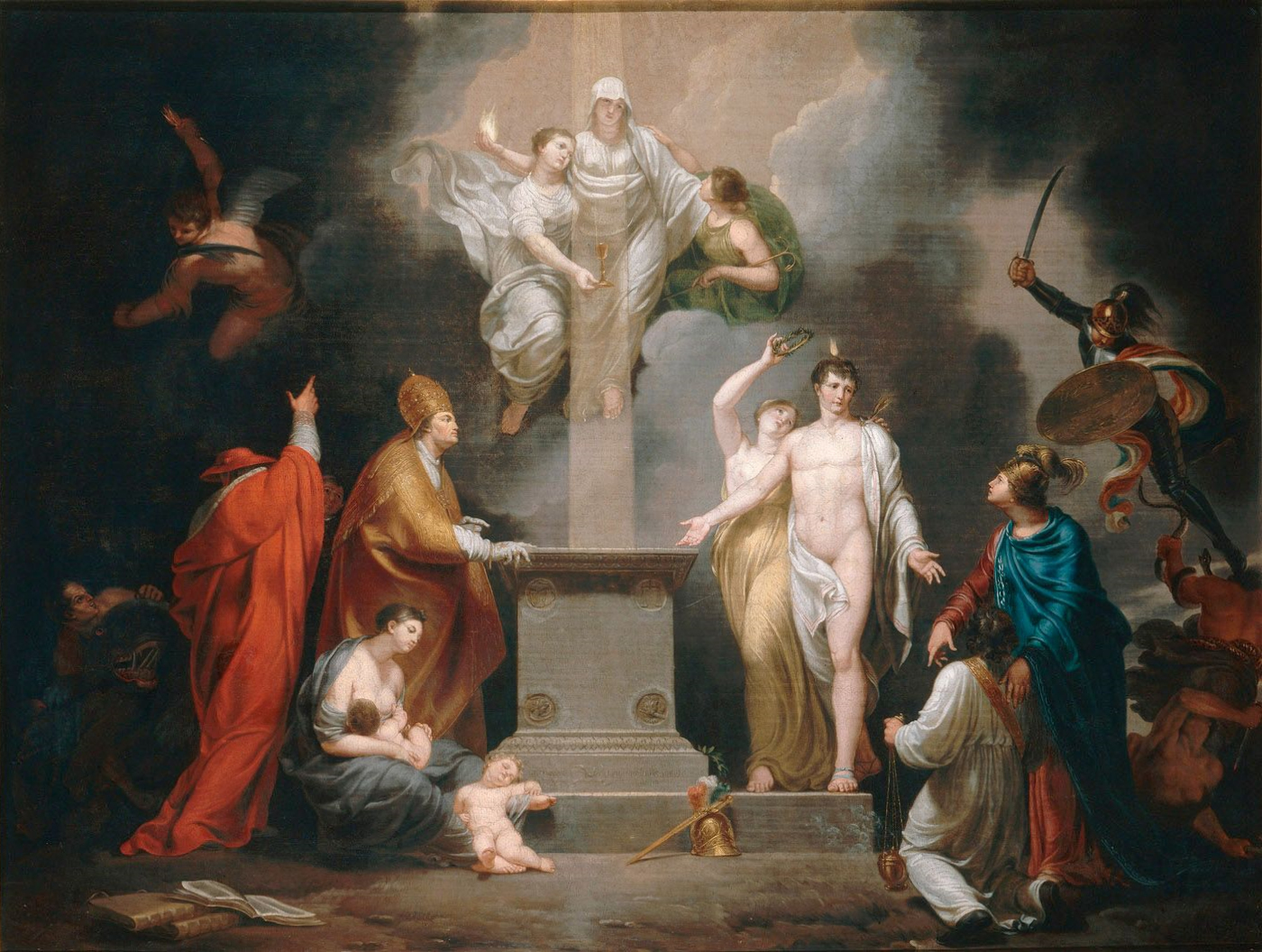
تمثيل رمزي للكونكوردات عام 1801، من قبل بيير جوزيف سيليستين فرانسوا

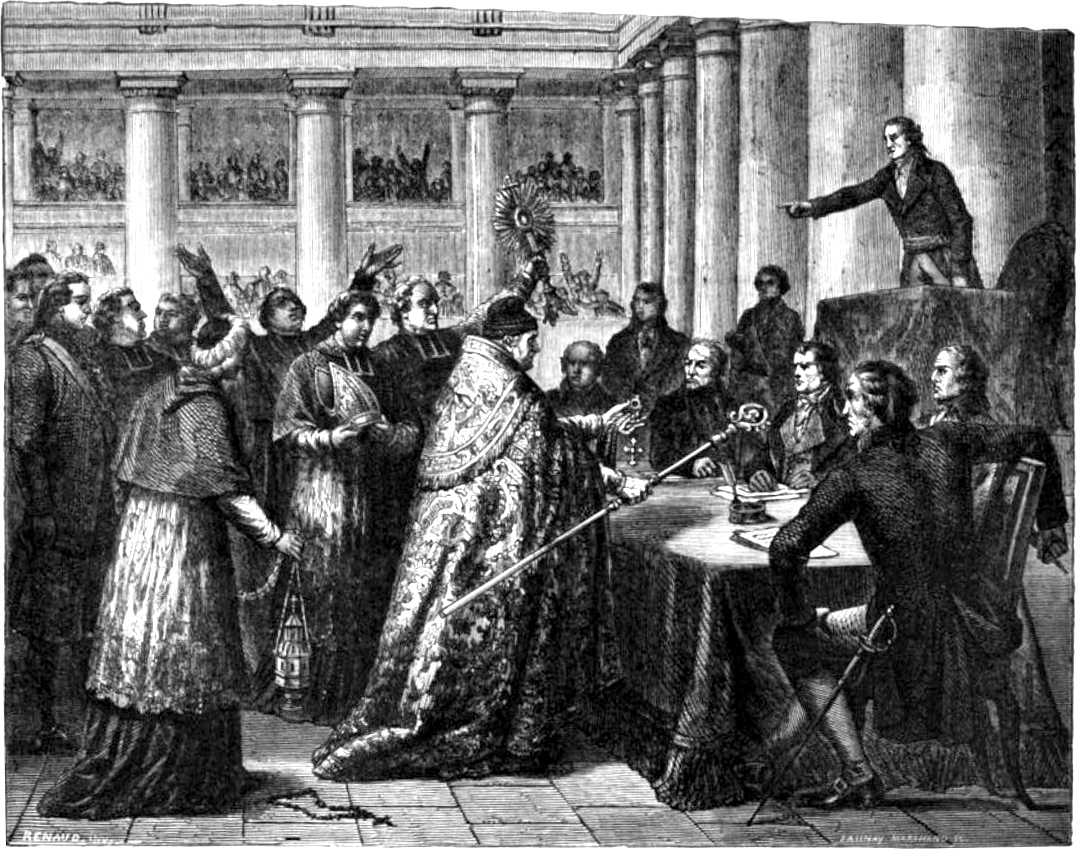
قادة الكنيسة الكاثوليكية يؤدون اليمين المدنية المطلوبة من قبل الكونكوردات.

كونكوردات عام 1801 (بالفرنسية: Concordat de 1801)‏ هي اتفاقية بين نابليون والبابا بيوس السابع، تم التوقيع عليها في 15 يوليو 1801 في باريس. ظلّت سارية المفعول حتى عام 1905. سعت إلى المصالحة الوطنية بين الثوار والكاثوليك وعززت الكنيسة الرومانية الكاثوليكية باعتبارها الكنيسة ذات الأغلبية في فرنسا، مع استعادة معظم وضعها المدني. بعد ذلك تم حل عداء الكاثوليك الفرنسيين المتدينين ضد الدولة الثورية إلى حد كبير. عاد رجال الدين الكاثوليك من المنفى أو من الاختباء واستأنفوا مناصبهم التقليدية في كنائسهم التقليدية. استمرّ عدد قليل جدًا من الأبرشيات في توظيف الكهنة الذين قبلوا الدستور المدني لرجال الدين [الإنجليزية] في النظام الثوري. بينما أعاد الكونكوردات الكثير من السلطة إلى البابوية، ومال ميزان العلاقات بين الكنيسة والدولة بقوة لصالح نابليون. اختار الأساقفة وأشرفوا على تمويل الكنيسة. 
وجد كل من نابليون والبابا الكونكوردات مفيدة. تم إجراء ترتيبات مماثلة مع الكنيسة في المناطق التي يسيطر عليها نابليون، وخاصة إيطاليا وألمانيا.

## تاريخ
خلال الثورة الفرنسية، استولت الجمعية الوطنية (الثورة الفرنسية) [الإنجليزية] على ممتلكات الكنيسة وأصدرت الدستور المدني لرجال الدين، مما جعل الكنيسة جزءا من الدولة، ما أدى إلى إزالتها فعليًا من السلطة البابوية. في ذلك الوقت، كانت كنيسة غاليكان [الإنجليزية] المؤممة هي الكنيسة الرسمية لفرنسا، لكنها كانت في الأساس كاثوليكية. تسبب الدستور المدني في العداء من إقليم فونديه تجاه التغيير في العلاقة بين الكنيسة الكاثوليكية والحكومة الفرنسية. ألغت القوانين اللاحقة التقويم الغريغوري التقليدي والأعياد المسيحية.
تم وضع الكونكوردات من قبل لجنة مكونة من ثلاثة ممثلين من كل طرف. قام نابليون بونابرت، الذي كان القنصل الأول للجمهورية الفرنسية في ذلك الوقت، بتعيين جوزيف بونابرت، شقيقه، وإيمانويل كريتيه [الإنجليزية]، مستشار الدولة، و إتيان ألكسندر بيرنييه [الإنجليزية]، طبيبًا في علم اللاهوت. عين البابا بيوس السابع الكاردينال  إركول كونسالفي [الإنجليزية]، والكاردينال جوزيبي سبينا،  رئيس أساقفة كورنثوس، ومستشاره اللاهوتي الأب كارلو فرانشيسكو ماريا كاسيلي. لم يكن للأساقفة الفرنسيين، سواء أكانوا في الخارج أم عائدين إلى بلادهم، أي دور في المفاوضات.
بينما أعاد الكونكوردات بعض العلاقات إلى البابوية، كان ذلك لصالح الدولة إلى حد كبير؛ لقد كانت تتمتع بسلطة أكبر في مواجهة البابا مقارنة بالأنظمة الفرنسية السابقة، ولن يتم إرجاع أراضي الكنائس التي فقدت خلال الثورة. أدرك نابليون فائدة الدين كعامل مهم للتماسك الاجتماعي، لقد كان نهجًا نفعيًا. يمكنه الآن كسب تأييد الفرنسيين الكاثوليك بينما يسيطر أيضًا على روما بالمعنى السياسي. قال نابليون ذات مرة لشقيقه لوسيان في أبريل 1801، «الغزاة الماهرون لم يتورطوا مع الكهنة، يمكن احتوائهم واستخدامهم». كجزء من الكونكوردات، قدم مجموعة أخرى من القوانين تسمى المقالات العضوية [الإنجليزية].

## المحتويات
بحث نابليون عن اعتراف الكنيسة بالتصرف في ممتلكاتها وإعادة التنظيم الجغرافي للأسقفية، بينما سعت روما إلى حماية الكاثوليك والاعتراف بمكانة خاصة للكنيسة الكاثوليكية في الدولة الفرنسية.  تضمنت الشروط الرئيسية لاتفاقية عام 1801 بين فرنسا والبابا بيوس السابع ما يلي:
- إعلان أن «الكاثوليكية كانت ديانة الغالبية العظمى من الفرنسيين» ولكن ليس الديانة الرسمية للدولة، وبالتالي الحفاظ على الحرية الدينية، ولا سيما فيما يتعلق بالبروتستانت.
- الكنيسة حرة في ممارسة شعائرها في الأماكن العامة وفقًا لأنظمة الشرطة التي تعتبرها الحكومة ضرورية للسلم العام. سلطة تحديد ما إذا كان الاحتفال الديني العام من شأنه أن ينتهك السلم العام، تقع على عاتق كل رئيس بلدية لديه سلطة حظر حفل عام إذا كان يعتبره تهديدًا للسلام في بلدته. [8]
- للبابوية الحق في خلع الأساقفة؛ لا تزال الحكومة الفرنسية، منذ كونكوردت بولونيا عام 1516، ترشحهم.
- ستدفع الدولة رواتب رجال الدين، بينما يُقسم رجال الدين قسم الولاء للدولة.
- تتخلى الكنيسة الكاثوليكية عن جميع مطالباتها بأراضي الكنيسة التي تمت مصادرتها بعد عام 1790.
- أعيد تأسيس يوم الأحد كـ «مهرجان»، اعتبارًا من عيد الفصح الأحد، 18 أبريل 1802. لم يتم استبدال باقي التقويم الجمهوري الفرنسي، الذي تم إلغاؤه، بالتقويم الغريغوري التقليدي حتى 1 يناير 1806.

وفقًا لجورج غوياو، فإن القانون المعروف باسم «المقالات العضوية»، الصادر في أبريل 1802، انتهك بطرق مختلفة روح الاتفاق. زعمت الوثيقة أن الكاثوليكية هي «دين غالبية الفرنسيين»، وما زالت تعترف الدولة بالبروتستانت واليهود أيضًا.
ألغيت الكونكوردات بموجب قانون 1905 بشأن فصل الكنيسة عن الدولة. ومع ذلك، لا تزال بعض أحكام الكونكوردات سارية المفعول في منطقة الألزاس واللورين بموجب القانون المحلي للألزاس-موسيل، حيث كانت المنطقة تحت سيطرة الإمبراطورية الألمانية في وقت تمرير قانون الفصل بين الكنيسة والدولة 1905 [الإنجليزية].